# 簇花草科
簇花草科（学名：Cytinaceae）又名岩寄生科，是一类寄生植物，只包括两属约10种。以前的分类法将其列入大花草科，属于金虎尾目，但后来的研究认为应该单独列为一个科，分到锦葵目。不过根据基因亲缘关系分类的APG 分类法和经过修订的APG II分类法都认为本科无法分入任何一个目，属于地位未定的科，直到APG III分类法才确定本科属于锦葵目。